# Ghana en la Copa Mundial de Fútbol de 2010
La Selección de Ghana fue uno de los 32 equipos participantes de la Copa Mundial de Fútbol de 2010, que se realizó en Sudáfrica. Las estrellas negras lograron clasificar a su segundo mundial consecutivo ya que estuvieron en Alemania 2006.
Entre sus jugadores se destacaron figuras como Michael Essien, Matthew Amoah,
Sulley Muntari, Asamoah Gyan, Junior Agogo, John Mensah, John Paintsil, su arquero Richard Kingson y el capitán Stephen Appiah, que fueron entrenados por el serbio Milovan Rajevac.
El equipo hizo historia al ser el tercer africano en llegar a los cuartos de final. Cayó frente a Uruguay después de fallar un penalti Asamoah Gyan, en el último minuto de la prórroga.

## Clasificación

### Grupo 5
| Equipo | Pts | PJ | PG | PE | PP | GF | GC | Dif. |
| ------ | --- | -- | -- | -- | -- | -- | -- | ---- |
| Ghana  | 12  | 6  | 4  | 0  | 2  | 11 | 5  | 6    |
| Gabón  | 12  | 6  | 4  | 0  | 2  | 8  | 3  | 5    |
| Libia  | 12  | 6  | 4  | 0  | 2  | 7  | 4  | 3    |
| Lesoto | 0   | 6  | 0  | 0  | 6  | 2  | 16 | -14  |

| Fecha                   | Lugar                    |        |  | Resultado |  |        |
| ----------------------- | ------------------------ | ------ |  | --------- |  | ------ |
| 1 de junio de 2008      | Kumasi                   | Ghana  |  | 3:0 (1:0) |  | Libia  |
| 8 de junio de 2008      | Bloemfontein (Sudáfrica) | Lesoto |  | 2:3 (0:2) |  | Ghana  |
| 14 de junio de 2008     | Libreville               | Gabón  |  | 2:0 (1:0) |  | Ghana  |
| 22 de junio de 2008     | Acra                     | Ghana  |  | 2:0 (1:0) |  | Gabón  |
| 5 de septiembre de 2008 | Trípoli                  | Libia  |  | 1:0 (0:0) |  | Ghana  |
| 11 de octubre de 2008   | Sekondi-Takoradi         | Ghana  |  | 3:0 (2:0) |  | Lesoto |

### Grupo D
| Equipo | Pts | PJ | PG | PE | PP | GF | GC | Dif |
| ------ | --- | -- | -- | -- | -- | -- | -- | --- |
| Ghana  | 13  | 6  | 4  | 1  | 1  | 9  | 3  | 6   |
| Benín  | 10  | 6  | 3  | 1  | 2  | 6  | 6  | 0   |
| Malí   | 9   | 6  | 2  | 3  | 1  | 8  | 7  | 1   |
| Sudán  | 1   | 6  | 0  | 1  | 5  | 2  | 9  | -7  |

| Fecha                   | Lugar    |       |                  | Resultado |                  |       |
| ----------------------- | -------- | ----- | ---------------- | --------- | ---------------- | ----- |
| 29 de marzo de 2009     | Kumasi   | Ghana | Bandera de Ghana | 1:0 (1:0) | Bandera de Benín | Benín |
| 7 de junio de 2009      | Bamako   | Malí  | Bandera de Mali  | 0:2 (0:0) | Bandera de Ghana | Ghana |
| 20 de junio de 2009     | Omdurmán | Sudán | Bandera de Sudán | 0:2 (0:1) | Bandera de Ghana | Ghana |
| 6 de septiembre de 2009 | Acra     | Ghana | Bandera de Ghana | 2:0 (1:0) | Bandera de Sudán | Sudán |
| 11 de octubre de 2009   | Cotonú   | Benín | Bandera de Benín | 1:0 (0:0) | Bandera de Ghana | Ghana |
| 15 de noviembre de 2009 | Kumasi   | Ghana | Bandera de Ghana | 2:2 (0:1) | Bandera de Mali  | Malí  |

## Jugadores
| #     | Nombre               | Posición      | Edad | PJ Sel | Club                  |
| ----- | -------------------- | ------------- | ---- | ------ | --------------------- |
| 1     | Daniel Agyei         | Portero       | 20   | 2      | Liberty Professionals |
| 2     | Hans Sarpei          | Defensa       | 33   | 29     | Bayer Leverkusen      |
| 3     | Asamoah Gyan         | Delantero     | 24   | 38     | Stade Rennais         |
| 4     | John Paintsil        | Defensa       | 28   | 55     | Fulham FC             |
| 5     | John Mensah          | Defensa       | 27   | 63     | Sunderland            |
| 6     | Anthony Annan        | Mediocampista | 23   | 31     | Rosenborg Ballklub    |
| 7     | Samuel Inkoom        | Defensa       | 21   | 15     | FC Basilea            |
| 8     | Jonathan Mensah      | Defensa       | 19   | 3      | Granada CF            |
| 9     | Derek Boateng        | Mediocampista | 27   | 21     | Getafe CF             |
| 10    | Stephen Appiah       | Mediocampista | 29   | 64     | Bologna               |
| 11    | Sulley Muntari       | Mediocampista | 25   | 52     | Inter de Milán        |
| 12    | Prince Tagoe         | Delantero     | 23   | 17     | Hoffenheim            |
| 13    | André Ayew           | Mediocampista | 20   | 20     | AC Arles              |
| 14    | Matthew Amoah        | Delantero     | 29   | 41     | NAC Breda             |
| 15    | Isaac Vorsah         | Defensa       | 21   | 13     | Hoffenheim            |
| 16    | Stephen Ahorlu       | Portero       | 21   | -      | Heart of Lions        |
| 17    | Ibrahim Ayew         | Defensa       | 22   | 6      | Zamalek               |
| 18    | Dominic Adiyiah      | Delantero     | 20   | 5      | Milan                 |
| 19    | Lee Addy             | Defensa       | 24   | 9      | Berekum Chelsea F.C.  |
| 20    | Quincy Owusu-Abeyie  | Delantero     | 24   | 12     | Al-SADD               |
| 21    | Kwadwo Asamoah       | Mediocampista | 21   | 14     | Udinese               |
| 22    | Richard Kingson      | Portero       | 32   | 78     | Wigan Athletic        |
| 23    | Kevin Prince Boateng | Delantero     | 23   | -      | Portsmouth FC         |
| D. T. | Milovan Rajevac      |               |      |        |                       |

## Participación

### Grupo D
| Equipo    | Pts | PJ | PG | PE | PP | GF | GC | Dif |
| --------- | --- | -- | -- | -- | -- | -- | -- | --- |
| Alemania  | 6   | 3  | 2  | 0  | 1  | 5  | 1  | 4   |
| Ghana     | 4   | 3  | 1  | 1  | 1  | 2  | 2  | 0   |
| Australia | 4   | 3  | 1  | 1  | 1  | 3  | 6  | -3  |
| Serbia    | 3   | 3  | 1  | 0  | 2  | 2  | 3  | -1  |

| 13 de junio de 2010, 16:00 | Serbia | 0:1 (0:0) | Ghana           | Estadio Loftus Versfeld, Pretoria                                       |                                                                         |
|                            |        | Reporte   | Gyan 84' (pen.) | Asistencia: 34.283 espectadores Árbitro(s): Héctor Baldassi (Argentina) | Asistencia: 34.283 espectadores Árbitro(s): Héctor Baldassi (Argentina) |

| 19 de junio de 2010, 13:30 | Ghana           | 1:1 (1:1) | Australia  | Estadio Royal Bafokeng, Rustenburg                                   |                                                                      |
|                            | Gyan 25' (pen.) | Reporte   | Holman 10' | Asistencia: 34.812 espectadores Árbitro(s): Roberto Rosetti (Italia) | Asistencia: 34.812 espectadores Árbitro(s): Roberto Rosetti (Italia) |

| 23 de junio de 2010, 20:30 | Ghana | 0:1 (0:0) | Alemania | Estadio Soccer City, Johannesburgo                                |                                                                   |
|                            |       | Reporte   | Özil 59' | Asistencia: 83.391 espectadores Árbitro(s): Carlos Simon (Brasil) | Asistencia: 83.391 espectadores Árbitro(s): Carlos Simon (Brasil) |

### Octavos de final
| 26 de junio de 2010, 20:30 | Estados Unidos     | 1:2 (1:2, 1:1, 0:1) (t. s.) | Ghana                 | Estadio Royal Bafokeng, Rustenburg                                  |                                                                     |
|                            | Donovan 61' (pen.) | Reporte                     | Boateng 4' · Gyan 92' | Asistencia: 34.976 espectadores Árbitro(s): Viktor Kassai (Hungría) | Asistencia: 34.976 espectadores Árbitro(s): Viktor Kassai (Hungría) |

### Cuartos de final
| 2 de julio de 2010, 20:30 | Uruguay                                          | 1:1 (1:1, 0:1) (t. s.)(4:2 p.) | Ghana                            | Soccer City, Johannesburgo                                       |                                                                  |
|                           | Forlán 54'                                       | Reporte                        | Muntari 45+1'                    | Asistencia: 84 017 espectadores Árbitro(s): Olegário Benquerença | Asistencia: 84 017 espectadores Árbitro(s): Olegário Benquerença |
|                           |                                                  | Tiros desde el punto penal     |                                  |                                                                  |                                                                  |
|                           | Forlán · Victorino · Scotti · M. Pereira · Abreu |                                | Gyan · Appiah · Mensah · Adiyiah |                                                                  |                                                                  |